# Otto Pecher
Otto Pecher (* 29. April 1903 in Cottbus; † 2. Mai 1996) war von 1956 bis 1971 Richter am Bundesarbeitsgericht in Kassel.

## Beruf
Nach dem Abitur 1921 begann Pecher ein Jurastudium in Berlin und Marburg, das er 1924 mit Promotion und erster Staatsprüfung abschloss. Nach der zweiten Staatsprüfung 1928 war er zunächst Gerichtsassessor in Cottbus und wurde 1934 dort zum Landgerichtsrat ernannt. Während des Krieges war er ab 1939 wiederholt für kurze Zeit, ab 1943 dauerhaft bis Kriegsende zur Wehrmacht eingezogen, aus der er als Leutnant entlassen wurde. Während seiner Zeit bei der Wehrmacht wurde er im Oktober 1944 zum Landgerichtsdirektor befördert. Von April 1945 bis März 1946 war er in amerikanischer Gefangenschaft, anschließend war er bis Anfang 1947 als ehemals höherer Beamter interniert. Danach arbeitete er zunächst als landwirtschaftlicher Arbeiter, dann als juristischer Hilfsarbeiter in einer Rechtsanwaltskanzlei in Kiel. Nach Abschluss seines Entnazifizierungsverfahrens 1949 wurde er Hilfsrichter, dann beauftragter Amtsrichter und schließlich Ende 1952 Amtsgerichtsrat und Beamter auf Lebenszeit. Zum 1. April 1953 wechselte er als Landesarbeitsgerichtsdirektor zum Landesarbeitsgericht Schleswig-Holstein in Kiel. Er wurde im Dezember 1956 zum Richter am Bundesarbeitsgericht ernannt, wo er bis zu seiner Pensionierung im April 1971 blieb.

## Haltung zum Nationalsozialismus
Pecher trat 1933 der NSDAP bei, in der er von 1937 bis 1938 und von 1939 bis 1940 das Amt eines Blockleiters innehatte. Von Mai 1938 an war er Beisitzer im Kreisparteigericht Cottbus der NSDAP.  In seiner Freizeit war er an führender Stelle im Musikleben von Cottbus tätig, unter anderem als Dirigent des Oratorien- und Musikvereins und als Leiter großer Konzerte, und war daher Mitglied in Kulturorganisationen der NSDAP.
In dem vom Nationalrat der Nationalen Front der DDR 1968 herausgegebenen Braunbuch wird Pecher als Landgerichtsrat am Sondergericht Cottbus bezeichnet.  Diese auch von Marc von Miquel wiederholte Behauptung  dürfte falsch sein. Ein Sondergericht Cottbus gab es nicht, vielmehr war für den Bezirk des Landgerichts Cottbus bis 1940 das Sondergericht Berlin, danach das neu eingerichtete Sondergericht in Frankfurt/Oder, das auch Gerichtstage in Cottbus abhielt, zuständig. Weder in den über Pecher geführten Personalakten des Kammergerichts Berlin und des Reichsjustizministeriums noch in Urteilssammlungen des Sondergerichts Frankfurt/Oder lassen sich Hinweise auf eine Tätigkeit Pechers an einem Sondergericht finden.  Auch er selbst hat im Entnazifizierungsverfahren verneint, an einem Sondergericht tätig gewesen zu sein, was durch mehrere Zeugen bestätigt wurde. Allerdings deutet seine Tätigkeit als Blockleiter, als Gründer der NS-Kulturgemeinde in Cottbus und als Richter am Kreisparteigericht der NSDAP darauf hin, dass es sich bei ihm nicht nur um ein Karteimitglied handelte.

## Veröffentlichungen
- Otto Pecher, Das neue Versäumnisrecht, Diss. Marburg 1924.
- Handbuch der internationalen Rechts- und Verwaltungssprache: Strafprozess Deutsch/Französisch, erarbeitet von Otto Pecher und Jacques Heck, Köln 1985.